# Wandhofen
Wandhofen ist ein Ortsteil der westfälischen Stadt Schwerte, Kreis Unna.

## Geographie

### Lage
Wandhofen liegt südlich des Schwerter Stadtzentrums. Die Ruhr bildet die östliche Grenze des Ortes.

### Nachbargemeinden
Wandhofen grenzte im Jahr 1974 im Uhrzeigersinn im Westen beginnend an die Gemeinden Westhofen, Holzen, Schwerte, Villigst und Ergste (alle damals im Kreis Iserlohn).

## Geschichte
Archäologische Ausgrabungen im geplanten Gewerbegebiet erbrachten 2016 Spuren einer in ihren Details ungewöhnlichen eisenzeitlichen Siedlung (ca. 8.–1. Jh. v. Chr.). Entdeckt wurden Gruben, Erdöfen und Pfostenhäuser sowie ein in dieser Region zuvor einmaliger Grundriss aus 18 massiven Pfosten, vermutlich ein Speicherbau.
Wandhofen gehörte im Spätmittelalter und der Frühen Neuzeit zur eigenen Bauerschaft (Wanthaven) und im Kirchspiel und Amt Schwerte zur Grafschaft Mark. Laut dem Schatzbuch der Grafschaft Mark von 1486 hatten die 12 Steuerpflichtigen in der Bauerschaft zwischen 2 oirt und 6 Goldgulden an Abgabe zu leisten. Größter Steuerzahler war Gabell Biscop mit 6 Goldgulden Abgabe.
Im 19. Jahrhundert gehörte die Landgemeinde Wandhofen bei der Errichtung der Ämter in der preußischen Provinz Westfalen zum Amt Westhofen im Kreis Dortmund. Am 1. April 1887 wechselte sie in den neugebildeten Kreis Hörde. Im Jahr 1885 gab es in der Landgemeinde Wandhofen auf 312 ha Fläche, davon 143 ha Ackerland, 17 ha Wiesen, 5 ha Holzungen, 2 Wohnplätze, 33 Wohnhäuser mit 60 Haushaltungen und 318 Einwohner.
Als der Kreis Hörde am 1. August 1929 aufgelöst wurde, kam Wandhofen zum Landkreis Iserlohn. Anlässlich der Gemeinde- und Kreisgebietsreform in Nordrhein-Westfalen wurde Wandhofen am 1. Januar 1975 in die Stadt Schwerte eingegliedert.
Im Jahr 1987 hatte Wandhofen insgesamt 1876 Einwohner.

## Verkehr
Die Landesstraße L 673 verbindet Wandhofen im Südwesten mit Westhofen und Garenfeld sowie im Osten mit Schwerte, Geisecke, Dellwig, Langschede, Fröndenberg/Ruhr und Wickede (Ruhr).
Der Haltepunkt Wandhofen lag an der Bahnstrecke Dortmund–Iserlohn. Inzwischen passieren die Züge Wandhofen ohne Halt.